# Jonathan González
Jonathan David González Valencia (Quinindé, 3 de julho de 1995) é um futebolista profissional equatoriano que atua como atacante, lateral-direito no Deportivo Cuenca.